# Ночовкін Анатолій Петрович
Анатолій Петрович Ночовкін (21 листопада 1928, село Алексєєвка, тепер місто Бєлгородської області, Російська Федерація — 18 травня 2025) — український радянський партійний діяч, 1-й секретар Одеського обкому КПУ. Депутат Верховної Ради УРСР 8—10-го скликань. Член Ревізійної Комісії КПУ в 1971—1976 р. Член ЦК КПУ в 1976—1990 р. Депутат Верховної Ради СРСР 11-го скликання. Член ЦК КПРС у 1986—1989 р.

## Біографія
Народився в селянській родині. У 1944 році закінчив 7 класів школи, працював робітником в колгоспах імені Петровского та імені Шевченка Сталінської області.
У 1944—1948 роках — учень Макіївського металургійного технікуму Сталінської області.
У 1948—1963 роках — помічник майстра, майстер, конструктор, начальник конструкторського бюро, заступник начальника, начальник ремонтно-механічного цеху, начальник цеху відцентрової відливки труб, секретар партійного комітету Макіївського труболиварного заводу імені Куйбишева.
Член КПРС з 1956 року.
У 1957 році без відриву від виробництва закінчив Донецький індустріальний (політехнічний) інститут імені Хрущова.
У 1963—1966 роках — 2-й секретар Центрально-Міського районного комітету КПУ міста Макіївки.
У 1966—1968 роках — 2-й секретар Макіївського міського комітету КПУ Донецької області.
У 1968—1975 роках — 1-й секретар Макіївського міського комітету КПУ Донецької області. У 1975 році — інспектор ЦК КПУ.
У 1975 — 30 вересня 1981 року — 2-й секретар Полтавського обласного комітету КПУ.
16 вересня 1981 — 12 жовтня 1983 року — 2-й секретар Одеського обласного комітету КПУ.
12 жовтня 1983 — 5 листопада 1988 року — 1-й секретар Одеського обласного комітету КПУ.
З 1988 року — персональний пенсіонер.
У 1988—1991 роках — старший викладач Одеської вищої партійної школи (інституту політології і соціального управління).
У 1991—1993 роках — головний спеціаліст із зовнішньоекономічних зв'язків Одеського виробничого об'єднання «Сатурн». У 1994 році — консультант державно-правового відділу секретаріату Одеської обласної ради народних депутатів.
З 1995 року — на пенсії в місті Донецьку.

## Нагороди
- орден Жовтневої Революції
- два ордени Трудового Червоного Прапора
- орден «Знак Пошани»
- медалі
- Почесна грамота Президії Верховної Ради Української РСР